# 歯冠
歯冠（しかん）とは、歯の一部分で、口腔内で実際に歯肉から萌出している部分（臨床的歯冠）の事と歯の形態的な歯冠（解剖学的歯冠）の二種類がある。加齢による生理的変化や誤ったブラッシング、歯周病等のために歯肉が退縮あるいは増殖することにより両者が一致しないことも多い。特に指定せずに書かれた場合どちらということはなく、文意による。
解剖学的歯冠はその最表層が生体内でもっとも硬いエナメル質でできている。その内側には象牙質があり、中心には歯髄腔があり、歯髄で満たされている。歯髄腔はその形態が歯の形態と類似している。